# NGC 2419

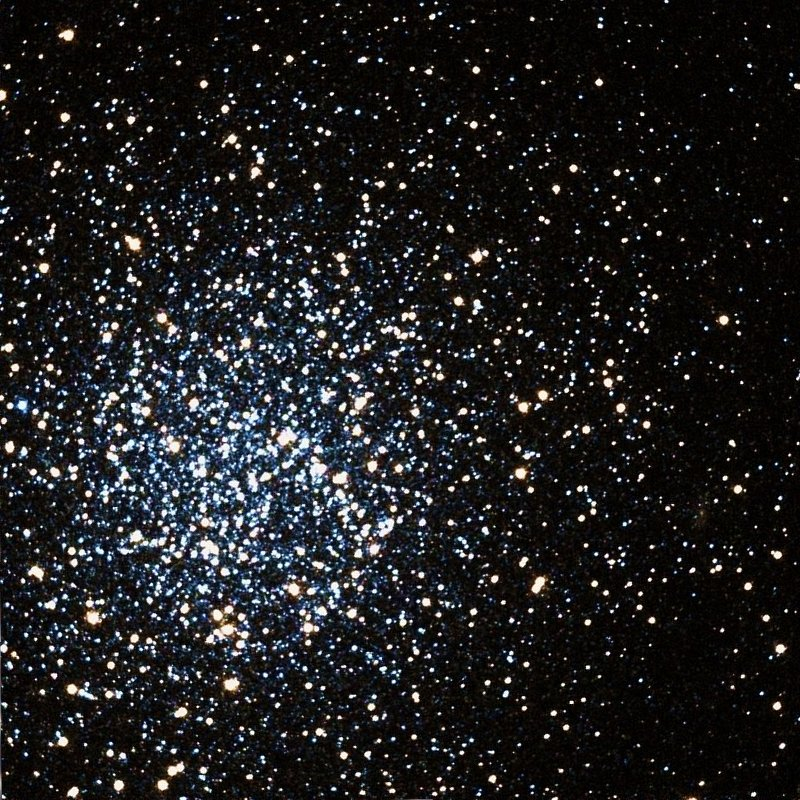
NGC 2419

NGC 2419 sau Caldwell 25 este un roi globular din constelația Linxul. A fost descoperit de William Herschel pe 31 decembrie 1788. NGC 2419 se află a o distanță de aproximativ 300.000 de ani-lumină depărtare de Sistemul Solar.